# بين ويلكيرسون
بين ويلكيرسون (بالإنجليزية: Ben Wilkerson)‏ هو لاعب كرة قدم أمريكية أمريكي، ولد في 22 نوفمبر 1982 في بورت أرثر في الولايات المتحدة.

## وصلات خارجية
- بين ويلكيرسون على موقع مرجع كرة القدم المحترفة.كوم (الإنجليزية)